# René Daumal
René Daumal (Boulzicourt, 16 de marzo de 1908-París, 21 de mayo de 1944) fue un escritor, ensayista, traductor y poeta francés. 

## Biografía

### I. Reims y losHermanos Simplistas

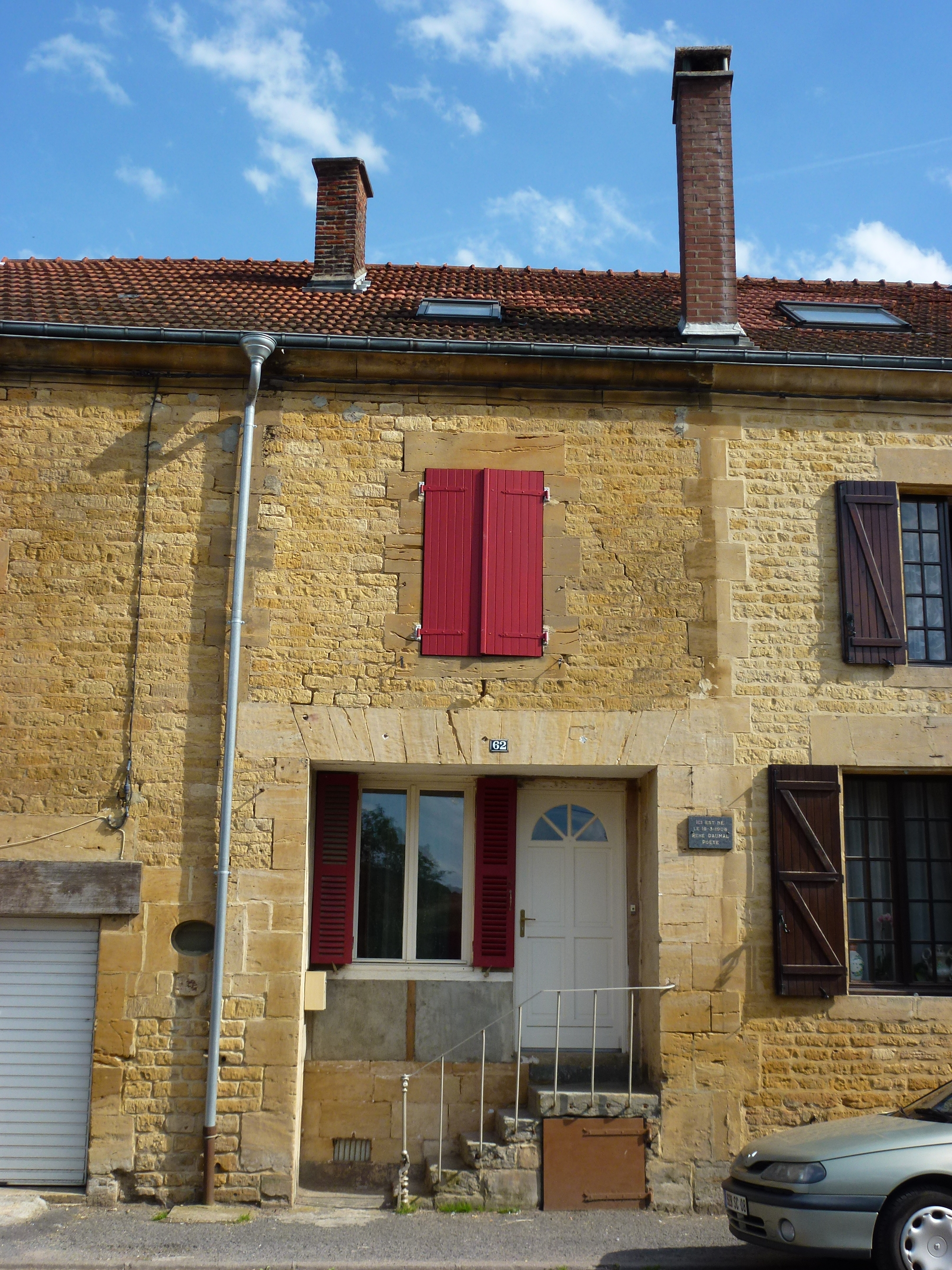
Casa en Boulzicourt, Ardenas, donde Daumal nació.

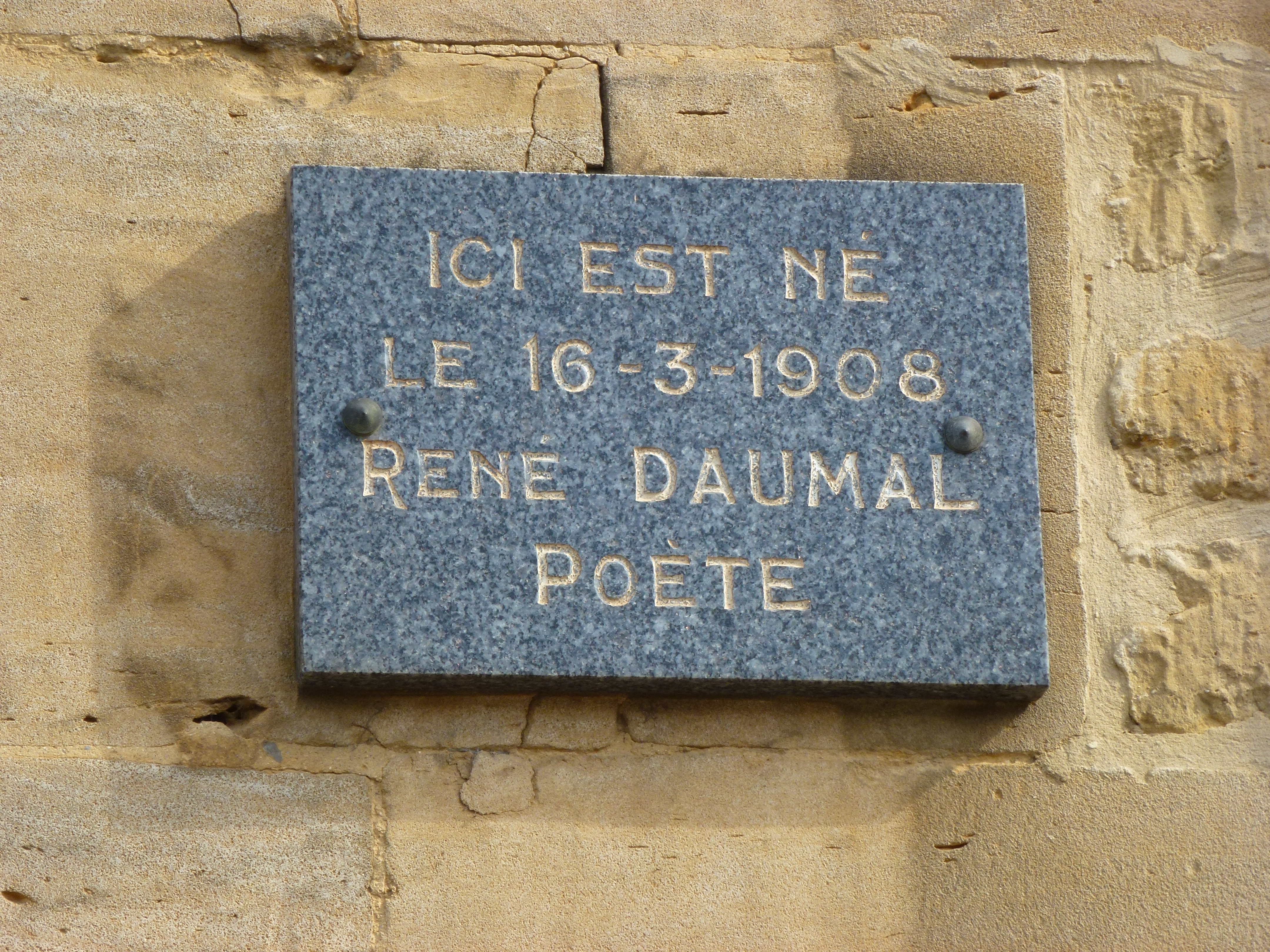
Placa conmemorativa, fuera de la casa.

René Daumal nace en Boulzicourt, Ardennes, el 16 de marzo de 1908. Su padre, León Daumal, es profesor y luego funcionario del ministerio de Finanzas. A los cuatro años sufre sarampión y tos convulsa. 
Entre 1914 y 1918 se desarrolla la Gran Guerra: desplazamientos familiares frecuentes. En 1914 Auvernia; 1915-1917 en París; 1917-1918 en Langres. El niño es víctima de una fuerte sensación de desarraigo y vulnerabilidad. 
Estudios secundarios en Reims en el lapso 1922-1924. Funda una suerte de comunidad “iniciática” (que ellos llaman “los hermanos Simplistas”) junto a tres condiscípulos: Robert Meyrat, Roger Gilbert-Lecomte, Roger Vailland. Están inspirados por Alfred Jarry, Arthur Rimbaud y los vigorosos movimientos de vanguardia del momento: dadaísmo, futurismo, surrealismo. 
Acerca de sus quince años escribe Daumal:
Comienzo a dudar, a cuestionarlo todo. Mientras conservo un gusto naturalmente sano hacia la naturaleza, el aire libre, etc., emprendo toda clase de experiencias “para ver” con mis compañeros (sujetos “brillantes” en el liceo, pero algo locos): alcohol, tabaco, noctambulismo, etc. Trato de asfixiarme (C Cl4 o bencina) para estudiar cómo desaparece la conciencia y qué poder ejerzo sobre ella.
Es en 1924, a los dieciséis, que Daumal conoce un tipo de experiencia única, determinante, mediante el consumo de tetraclorometano o tetracloruro de carbono (C Cl4). Intuyó otro mundo, un más allá, “una trascendencia” de certeza absoluta en la que el pensamiento supera los límites del lenguaje discursivo. De estas experiencias, que condicionarán el desarrollo de su poética entera, queda testimonio en “Recuerdo Determinante” (1943):
Mis recuerdos de infancia y de adolescencia están jalonados por una serie de tentativas de llegar a tener una experiencia del más allá, y esta secuencia de ensayos, realizados azarosamente me condujo a la experiencia fundamental de la que hablo. A los seis años [inicio de la Primera Guerra Mundial], sin que ninguna creencia me fuera inculcada, el problema de la muerte se presentó ante mí en toda su desnudez. Pasé noches atroces arañándome el vientre y agarrado a mi garganta por la angustia de la nada, del “más nada de todo” [plus rien du tout]. A los once años, una noche, aflojando mi cuerpo aplaqué el terror y la revuelta de mi organismo ante lo desconocido, y un sentimiento nuevo nació en mí, esperanza y anticipo de algo imperecedero. Pero quería más, ansiaba una certeza. A los quince años comencé mis búsquedas imperecederas, sin dirección y un poco al azar. No pudiendo hallar el medio de experimentar la muerte—mi muerte—intenté estudiar el sueño, suponiendo una analogía entre aquélla y éste. Intenté por diversos procedimientos ingresar despierto al estado de sueño. La empresa es menos rigurosamente absurda de lo que parece, sin embargo, es peligrosa en varios aspectos. No pude proseguirla mucho más; la naturaleza me dio serias advertencias sobre los peligros que corría. Un día decidí entonces enfrentar el problema mismo de la muerte: pondría mi cuerpo en un estado lo más cercano posible a la muerte fisiológica, pero empleando todos mis esfuerzos en quedar despierto y en anotar todo lo que se presentase ante mí. Tenía a la mano el tetracloruro de carbono que utilizaba para disecar los coleópteros que coleccionaba. Sabiendo que sus efectos se asemejan químicamente a los del cloroformo—más tóxico que él—esperaba poder regularlo de un modo más cómodo: en el momento en que se produjese el síncope, mi mano volvería a caer con el pañuelo sostenido bajo mi nariz, empapado con el líquido volátil. En consecuencia, repetí la experiencia en presencia de amigos dispuestos a prestarme ayuda en caso de que fuera necesario.
Posiblemente la utilización del tetracloruro debilitara su aparato respiratorio y lo predispusiera para la tuberculosis que acabaría con su vida.

### II.Le Grand Jeu:Aux grand joury los surrealistas
Es en 1925, en París, cuando tiene contacto personal con el surrealismo, movimiento en el que reconocía ciertas búsquedas similares, como los ejercicios con el sueño y la rebeldía, y del cual admira su carácter revolucionario. Léon Pierre-Quint, el director de la editorial Kra, es quien permite los contactos con el grupo de las revistas Discontinuité, impulsada por Arthur Adamov, y Bifur, dirigida por Georges Ribemont-Dessaignes, en las cuales publicará Daumal y que respaldarán su propio proyecto editorial. 
En ese mismo año intenta quitarse la vida:
Me intereso por la poesía (matiz “poetas malditos”), por la filosofía (matiz “ocultismo”), de la misma manera que mis compañeros, de formación religiosa, se inclinan hacia el satanismo. A los 17 años y medio, por falta de razones para vivir, trato de suicidarme. Siento bruscamente los lazos con mi familia y mi responsabilidad hacia mi hermano menor.
De los diecisiete a los diecinueve años (1925-1927) es pupilo en el Liceo Henri-IV en París. Preparación del curso de ingreso a la Escuela Normal. Es alumno del filósofo, profesor y periodista Émile-Auguste Chartier (más conocido como Alain), un reconocido admirador de la obra de Alfred Jarry; y a la vez es condiscípulo de Simone Weil, futura filósofa, con la que mantendrá algunos intercambios con respecto al sánscrito – que aprende de modo autodidacta. Escribe numerosos poemas y concluye a los dieciocho años (1926) un relato visionario, Mugle, de honda influencia surrealista. Además redacta un importante estudio, La revolución y la ironía (que quedará inacabado). 
Durante las vacaciones vuelve a encontrar a sus compañeros y recomienza sus “experiencias”, mientras lee obras místicas, teosóficas, ocultistas, etcétera. Encuentra opiómanos con quienes fuma—sin llegar a la intoxicación. 
Pierre Minet realiza un retrato de Daumal en esa época, un tanto idealizado: 
Cuando los dos teníamos dieciocho años, me bastaba mirar su cara para experimentar al mismo tiempo un inmenso bienestar y una timidez que me agradaba sentir. Daumal-Nathaniel, como lo llamábamos, se mantenía en el linde de esa vida que él me enseñó a desear, que incidía sobre el deseo y la rebelión [...]. Mi emancipación me conducía al desorden y al delirio, la suya lo llevaba a una sabiduría, que expresaba visiblemente la inmovilidad habitual de sus rasgos. A esta economía de movimientos se unía un humor igualmente avaro en gestos y que cuando aparecía, trastornaba el orden de esa calma fenomenal. La rapidez con que Nathaniel sonreía entonces me permitía, sin embargo, identificar la naturaleza de su júbilo y admirar aún más a mi amigo. Pues si yo reía, esta risa se imponía a mí, sin que yo la hubiera ayudado, yo no la esperaba; mientras que la suya era un lenguaje, casi una enseñanza. Él reflexionaba su pensamiento, surgido de pronto a la luz del día y desnudo hasta no disimular nada de él.
1927. Estudiante libre en París. “He fracasado en el Concurso de la Escuela Normal Superior a consecuencia de un pequeño accidente: me caigo de cabeza en vísperas de las pruebas escritas, mientras hago gimnasia en aparatos; privado de memoria durante algunas horas.” 
Continúa experimentando con toda clase de drogas (haschich) y comienza a intoxicarse con opio, pero se detiene a tiempo. Sufre en 1927 una constipación debida al opio. Sufre una angina con absceso en la garganta, inmediatamente después absceso en el recto. Se cura, pero sufre una fisura en el ano. Sana, pero dejándole condilones que le son extraídos quirúrgicamente. Lo tratan con opio y morfina, breve recaída en la adicción –y en la experiencia determinante.
En el año 1928 se encuentra en un tenso estado de ánimo debido a la sucesión de patologías. Sin embargo, en París, junto a Roger Gilbert-Lecomte, Roger Vailland y el crítico literario André Rolland de Renéville, fundan el grupo Le Grand Jeu ; Robert Meyrat no participa, se ha separado de los Simplistas el año anterior. Publican una revista que es el brazo armado y principal logro del movimiento. El nombre (del grupo y la publicación) es propuesto por Roger Vailland –en alusión directa a una novela de Kipling y al nombre de una revista surrealista aparecida el año anterior. 
El grupo se completa con la llegada del pintor austro-húngaro Josef Sima, el dibujante Artür Harfaux, los poetas Maurice Henry, Pierre Audard, André Delons y Pierre Minet; y nutrido por los contactos con Robert Desnos, Roger Vitrac, Philippe Soupault y Georges Ribemont-Dessaignes.
Conoce también dentro del grupo al poeta de los Países Bajos Hendrik Cramer, marido de Véra Minanova (futura esposa de Daumal). André Breton midiendo la calidad de los miembros del Gran Juego, en particular de Rolland de Renéville, anhela la cooperación entre los dos grupos. 
Maurice Nadeau afirma en su Historia del Surrealismo, que pese a que Le Grand Jeu recurre a las mismas fuentes y tiene algunas investigaciones en común (el sueño, la alucinación), tomando como ancestro paradigmáticamente a Arthur Rimbaud, místico, ocultista, revolucionario, poeta, sin embargo no contó con la simpatía de los surrealistas. Consideraban a estos jóvenes en una posición menos avanzada que la de ellos. Hablaban demasiado de misticismo, apelaban demasiado a los grandes místicos, a los grandes iniciados, mezclaban demasiado a Platón, Hegel, Buda, Cristo, Balzac, Rimbaud y Saint-Pol-Roux. En una palabra, estaban demasiado cerca de la literatura. ¿y además, qué significaba esta carta de Rolland de Reneville a Saint-Pol-Roux?:
Creemos que todos los caminos conducen a Dios y que nuestra misión es volver a encontrar la unidad perdida… Usted ha dicho: Siendo la Belleza la forma de Dios, buscarla es, sin lugar a dudas, buscar a Dios, y mostrarla, es mostrarlo… 
En septiembre de 1928, el escritor yugoslavo Monny de Boully abandona el grupo de Breton por el Gran Juego. Integrado al grupo surrealista desde 1925, había entrado en conflicto con Breton en ocasión de la aproximación de los surrealistas a los colaboradores de Clarté, revista vinculada al partido comunista francés (1927). Reprocha a Breton sacrificar el carácter experimental del surrealismo. Este retiro quizá conduce a Breton a instruir le "proceso del Gran Juego", el 11 marzo del año siguiente. 
1929. El estado físico de Daumal empeora siempre antes que mejorar.  
Una eclosión se sucede dentro del surrealismo: la conocida “Crisis de 1929”. El 12 de febrero el núcleo surrealista comandado por Bretón envía comunicaciones pidiendo declarar su situación ideológica a un conjunto de personas cercanas o lejanas al surrealismo. Se los indaga concretamente sobre su disposición para una acción revolucionaria colectiva o individual. Se intenta así despejar el movimiento de snobs, traidores, espías y jóvenes inocentes o ambiguos. Ya habían sido excomulgados, con mucho aspaviento, Artaud, Soupault y Vitrac.  
La comunicación llega a los redactores del Gran Juego. Boully se pone en una posición tal que no sea tomado en cuenta para una nueva reunión. A los que responden positivamente les es enviada una invitación para el lunes 11 de marzo a las ocho y treinta en punto, en el Bar du Château, a una discusión donde se trataría sobre la reciente condena al exilio a León Trotski, por parte Stalin. Daumal, Lecomte y Vailland se hacen presentes esa noche, junto a otras treinta o cuarenta personalidades satélites al surrealismo. Inician haciendo lectura de las respuestas dadas a la comunicación. Se empieza a juzgar las declaraciones de los opositores. Rápidamente se descubre que el destierro de Trotski es sólo un señuelo. Bretón exige que antes de tratar ese tema la asamblea se pronuncie sobre la calificación moral de cada uno de los presentes.
Y en seguida comienza el proceso al Grand Jeu. ¿Qué se les reprocha a sus redactores? El haber puesto su admiración en Landru  posponiendo a Sacco y Vanzzetti, el emplear constantemente la palabra Dios, el participar en el Teatro Alfred Jarry [fundado entre otros por Artaud y Vitrac], y, por último, el haber defeccionado, si no más, al producirse los incidentes de la Escuela Normal Superior. Estos incidentes giraron alrededor de una petición contra la preparación militar firmada por ochenta y tres estudiantes, quienes, ante una campaña patrocinada por la prensa, negaron sus firmas. Solamente diez de ellos aceptaron firmar un nuevo escrito de mayor virulencia propuesto por Paul Bénichau, que formaba parte de esta decena, pero se resistieron a que fuese publicado. Aquí se reprochó a Gibert-Lecomte que, estando en contacto con estos estudiantes, no publicase este escrito, devolviéndoselo sin la somera precaución de tomar una copia. Y se perdió con esto una estupenda oportunidad de escándalo. Gilbert-Lecomte alegó el veto de los estudiantes, decididos a no publicar su protesta. ¿Se debió publicar sin consentimiento? Sí, piensan los surrealistas, no, dicen los redactores del Grand Jeu. La cuestión es, en verdad, discutible.
Menos defendible es la actitud periodística de Vailland, otro de los redactores del Grand Jeu, que en Paris-Midi, ha hecho la apología de Jean Chiappe, prefecto de policía. El caso se pone en discusión. Vailland parece querer disculparse. A todo esto Ribemont-Dessaignes abandona la reunión, disgustado por el giro que toman los debates. No se irá más allá esa noche. El propósito de la acción colectiva es enterrado antes de nacer. No son sólo los redactores del Grand Jeu los que se niegan a hacer los gastos de un juicio inquisitorial, ni es únicamente Ribemont-Dessaignes que pide que se dejen de sondear los corazones y los riñones, sino que todos los no surrealistas, no queriendo someterse a las exigencias de Breton, prefieren abandonar el campo. 
A pesar de esta tentativa de André Breton de fragilizar el grupo, la actividad del Gran Juego perdura con fuerza, incluso después de la ruptura con Roger Vailland (enero de 1930); acontece la aparición del segundo y tercer número de la revista, la organización de exposiciones (galería Bonaparte en 1929) y varias conferencias.
Con intención de apaciguamiento, Louis Aragon emprende varias gestiones junto a Rolland de Renéville. Pero la aparición del Segundo Manifiesto del Surrealismo (1930) de André Breton detiene las tentativas de reconciliación:
Busco a mi alredor alguien con quien intercambiar un signo de inteligencia, si es que ello no resulta absolutamente imposible, y a nadie encuentro. ¿Será en este momento oportuno hacer notar a Daumal quien en el Gran Juego inicia una interesante investigación sobre el diablo, que nada podría impedirnos aprobar gran parte de las declaraciones que firma, solo o en compañía de Lecomte, si no estuviéramos todavía bajo la impresión bastante desastrosa de su debilidad en ciertas circunstancias dadas? Por otra parte, es lamentable que Daumal haya soslayado hasta el momento concretar su posición personal y, en méritos de la parcial responsabilidad que le atañe, también la del Gran Juego con respecto al surrealismo. Es difícil comprender que lo mismo que repentinamente reporta a Rimbaud la concesión de excesivos honores no sirva para la pura y simple deificación de Lautréamont. Sí, estamos de acuerdo. La incesante contemplación de una Evidencia negra, rostro absoluto es aquello a lo que estamos condenados, si así es, ¿qué mezquinas finalidades pueden justificar que uno y otro grupo se enfrenten entre sí? ¿A santo de qué, como no sea en busca de vana distinción, fingir que nunca se ha oído hablar de Lautréamont? "Pero los grandes anti-soles negros pozos de verdad en la trama esencial, en el velo gris del cielo curvo, van y vienen y se aspiran entre sí y los hombres le dan el nombre de Ausencias" (Daumal, “Fuego a discreción”, El Gran Juego, primavera 1929). Quien así habla y ha tenido el valor de confesar que ha dejado de ser dueño de sí mismo, únicamente puede, como no ha de tardar en comprender, renunciar a mantenerse alejado de nosotros.
Luego de este párrafo se inicia el pasaje final de Segundo Manifiesto, con una apología de la magia. 
Breton no sólo presiona a Daumal, sino que ataca las fuentes literarias del Gran Juego y sus compañeros simultáneamente a lo largo de todo el texto: son agraviados Rimbaud (que era lo mismo que atacar a Reneville); Baudelaire (por rezar a Poe, padre del método policíaco, cosa deleznable; por tanto, ataque a la defensa de Vailland del prefecto de policía); Artaud (con quien el contacto era inmediato por la actividad del grupo en el Teatro Alfred Jarry, fundado por este); se emite dictamen contra Desnos, Vitrac y Soupault (que habían apoyado al grupo desde su inicio); contra la revista Bifur (donde son publicados artículos y poemas de los miembros del Gran Juego) y contra su director Ribemont-Dessaignes.
René Daumal, intimado a « precisar su posición personal» con respecto al surrealismo, responde con una Carta abierta a André Bretón sobre las relaciones entre el surrealismo y el Gran Juego, publicada en el tercer número del Gran Juego (otoño de 1930)
Hace notar en estos últimos párrafos que ningún miembro del Grand Jeu ha colaborado con el panfleto Un cadáver  dirigido contra Breton por la iniciativa de Georges Bataille y Robert Desnos. 
Paralelamente en ese número, Daumal publica  Nerval el nictálope, que marca un frente alineado de oposición al surrealismo, defendiendo las antiguas tradiciones esotéricas, vindicando el imaginario simbolista y sobre todo rescatando las experiencias grupales con el sueño de la mano de Robert Meyrat, (las ya referidas en Recuerdo determinante):
He aquí el procedimiento que había encontrado para salir de mi cuerpo (supe después que la ciencia oculta lo conocía desde toda la antigüedad): me acostaba a la noche como todo el mundo, y, distendiendo cuidadosamente todos los músculos, verificando que cada uno se encontrase por completo abandonado a sí mismo, respiraba larga y profundamente, a un ritmo regular, hasta que mi cuerpo no llegaba a ser más que una masa paralizada y extraña. Imaginaba entonces que me levantaba y vestía, pero –y es a causa de este punto esencial por lo que reclamo a quienes quieran imitarme un empeño y un poder de concentración poco habituales– imaginaba cada gesto en sus mínimos detalles, y con tal exactitud, que debía representarme el acto de calzarme una alpargata exactamente en el mismo tiempo que me llevara hacerlo en mi vida corporal. Confieso, por lo demás, que en ocasiones me insumía una semana de vanos esfuerzos lograr simplemente sentarme en el borde de la cama, y que la fatiga provocada por tales ejercicios muchas veces me había obligado a interrumpirlos por largos períodos. Si había tenido el empeño de perseverar llegaba un momento, más o menos fugaz, en que era lanzado. Desde el punto de vista exterior, yo estaba durmiendo. De hecho, erraba sin esfuerzo –e inclusive, con la facilidad desesperante que aquellos que recuerdan haber estado muertos conocen perfectamente–, caminaba, e inmovil me veía al mismo tiempo caminar, por suburbios de la ciudad completamente desconocidos, y Meyrat caminaba junto a mí. Al día siguiente, a plena luz del día, nos encontrábamos con Gilbert-Lecomte y Vaillant, y les contábamos acerca de nuestro paseo.

### III. Gurdjieff
1930-1931. Se consagra al estudio del sánscrito. Una selección de poemas de su libro el Contra-Cielo, que acaba de terminar, aparece en la revista Commerce. Concluye su bachillerato en filosofía. 
Daumal entra en contacto con una pareja de rusos: Alexandre y Jeanne de Salzmann, quienes lo introducen en la escuela de Gueorgui Ivánovich Gurdjieff.
22 años: encuentro a A. de Salzmann, quien me devuelve la esperanza y una razón para vivir. Veo que el saber oculto que había soñado existe en el mundo y que un día podré, si lo merezco, acceder a él. Comienzo a revisar mis valores y poner orden en mi vida.
Me instalo en París con mi mujer, que busca lo mismo, y me ayuda a regular un poco mi existencia. Concluyo mi licenciatura [en filosofía] y comienzo a tratar de ganarme la vida. 
Las resistencias del grupo no se hacen esperar. El choque principal será con la conducta de Gilbert-Lecomte, adepto al consumo de drogas. Este último reprochó a Daumal su compromiso con el maestro espiritual que, según él, lo habría empujado a abandonar soslayadamente las ambiciones del Grand Jeu. Según Pierre Minet el suceso ocurrió como una crisis profunda:
Desde el día en que Daumal encontró a Alexandre de Salzmann y el grupo de Gurdjieff, retiró su confianza a Lecomte, formuló sobre su experiencia un juicio implacable y profetizó su derrota. De pronto, esta marcha dolorosa y aventurada, esta progresión cada vez más penosa, que tenía por único refugio los datos aproximados de la conciencia, esta noche atravesada por relámpagos de visión, le parecieron ilusorios y se entregó todo íntegro con la aplicación y, sobre todo, con la docilidad que lo caracterizaban, a esta enseñanza colectiva en que se trata ante todo de obedecer, de abdicar una personalidad contemplada como superflua o más aún: como obturadora, y si me animo a decirlo, a reconstruirse con ayuda de los materiales de la concentración.
Pero el pesimismo de Pierre Minet; el marxismo de Roger Vailland (que abandona el grupo en enero de 1930); el desprecio por las sectas y los maestros de Renéville, minan los cimientos del grupo. 
Para este último la influencia del Cuarto camino sobre Daumal es menos decisiva de lo que se cree: A mí juicio, Daumal, tal como lo conocí en 1929, estaba ya en posesión de todas sus "ideas metafísicas" y conocía el pensamiento del Extremo Oriente en sus líneas fundamentales, como R. G.-Lecomte y como yo mismo. [...] Daumal no pudo encontrar nada nuevo en el plano intelectual. Esta es la razón por la que no creo que las últimas obras de Daumal hubieran podido ser muy diferentes de lo que son, si no hubiera conocido nunca el grupo de Gurdijieff. Creo que Daumal encontró en el grupo de Gurdjieff una vía de "puesta en práctica" de sus convicciones o que, por lo menos, creyó encontrarla. Renéville también relata cómo Daumal frecuentó el grupo de Gurdjieff con un entusiasmo que al principio adoptó casi una forma de intolerancia. Por otra parte, a continuación llegó a relajarse y volvió a encontrar la actitud generosa, inherente a su naturaleza.
En 1932 acontece el "Asunto Aragon". Louis Aragon publica su poema Front rouge [Frente rojo], que es imputado por las autoridades francesas como apología a la violencia y la insurrección militar. André Breton intenta defenderlo basándose en la libertad de expresión, pero Aragon lo refuta, apartándose a la vez del movimiento surrealista, definiéndose como militante marxista. André Rolland de Renéville publica en la Nouvella Revue Française (NRF) un artículo donde condena a Aragon, lo que provoca la propia expulsión del Gran Jeu y la ruptura total con el surrealismo.
Ya no queda nada del grupo. Los caminos se disgregan, el cuarto número de la revista no será distribuido.
1932-1933. Daumal es agregado de prensa del bailarín hindú Uday Shankar, de finales de noviembre hasta principios de marzo, durante su viaje a los Estados Unidos. Comienza a escribir el relato La Gran Borrachera, cuya primera versión refleja la crisis del Gran Juego y su experiencia americana.
Es obligado a realizar el servicio militar durante 1933: destinado en abril a Nancy, es puesto primero como auxiliar por miopía y luego dado de baja en julio por taquicardia. Vive luego en París, donde sufre una gran miseria.
Se instala en Ginebra hacia 1934 y colabora regularmente con La Nouvelle Reveu Française que publica en mayo El no-dualismo de Spinoza (escrito antes de su viaje a los Estados Unidos). En 1934-1935 escribe la crónica de la Patafísica del mes en la NRF. 
Nacido cuatro meses y medio después de la muerte de Alfred Jarry, Daumal será un gran admirador de su persona y de sus ideas. Tanto es así que lo hace intervenir en su novela La gran borrachera y será autor de diferentes escritos ‘patafísicos publicados por la revista Bifur y el Collège de `Pataphysique después de su creación en 1948. Constituye por tanto un eslabón entre el autor de Ubu rey y los patafísicos constituidos orgánicamente.
Solicitado por Paul Paulhan, declara “no saber más escribir poemas”. Continúa el estudio del sánscrito y comienza a redactar un Tratado de gramática y poética sánscritos, que perfeccionará a lo largo de toda su vida.
1935. Siempre en Ginebra con algunas breves estancias en París. Publica sus primeras traducciones del sánscrito (Naturaleza esencial de la poesía, El origen del teatro Bharata) y colabora con la revista Mesures. Su estudio capital Los límites del lenguaje filosófico aparece en Recherches philosophiques.
Se establece en los alrededores de París en 1936. Trabaja para la Encyclopédie Française. Aparición del Contra-Cielo que había obtenido el premio Jacques Doucet el año anterior, conferido por un jurado integrado de André Gide, Paul Valéry y Jean Giraudoux. Comienza a escribir poemas en prosa (Las últimas palabras del poeta). En invierno después de un catarro y una otitis desapercibida pierde el uso del oído izquierdo: tímpano perforado. 
Acaba La Gran Borrachera en 1937, que aparecerá el año siguiente en la NRF. Con tono humorístico, la novela presenta mediante la metáfora de la sed una crítica de los engranajes de la sociedad para un hombre que ha incendiado su ego, y el conflicto está planteado sobre aquello que la vida real podría ser.
1938. Publica en Mesures, Los poderes de la palabra en la poética hindú. Pasa el verano en Villars d’ Aréne.

### IV.El monte análogo
Hacia 1939 se encuentra sin trabajo en París. Proyecta un libro sobre “oscurantismo moderno”. En junio un examen médico revela un estado avanzado de tuberculosis pulmonar. Parte el mes siguiente hacia Pelvoux, en los Alpes, donde escribe el primer capítulo del célebre e inacabado El monte análogo, demostración del lenguaje analógico y de la escritura en múltiples estratos de comprensión. Inicio de la Segunda Guerra Mundial en septiembre. 
1940. Habita en Châtenay. Su salud no mejora y sufre grandes dificultades materiales. En mayo Alemania ocupa Francia; se ve obligado cambiar constantemente de residencia ya que Vera, su mujer, es judía. Pasa el verano en Gavarnie, luego va a Marsella. La revista Fontaine publica su texto La guerra santa. 
1941. Habita en Allauch, cerca de Marsella, y pasa el verano en Pelvoux, siempre enfermo. Para solucionar sus problemas materiales traduce del inglés los estudios de Suzuki sobre el Zen. Colabora en el número especial de Cahiers du sud sobre la India, y comienza a traducir ciertos pasajes del Rig-veda (el texto más antiguo de la India, de mediados del II milenio a. C.), las Upanishads (de mediados del I milenio a. C.) y el Bhagavad-guita (siglo III a. C.).
1942. Sigue viviendo entre Allauch, Pelvoux y Passy. Colabora regularmente con Fontaine donde aparece Poesía negra, poesía blanca, Algunos textos sánscritos sobre la poesía y Memorables.
1943. Todavía en Passy, escribe en abril Recuerdo determinante. En julio se siente mejor y piensa en terminar El monte análogo. En octubre vuelve a París. El 31 de diciembre de 1943, también en París, muere Roger Gilbert-Lecomte, víctima de tétanos seguramente contagiado por compartir jeringas.
1944. Continúa con El monte análogo (capítulo IV y principios del capítulo V). A pesar de quedar incompleta, esta obra, publicada en 1952, ha inmortalizado el nombre de Daumal. El cineasta franco-chileno Alejandro Jodorowsky quiso llevarla al cine pero los familiares de Daumal se negaron; sin embargo se nota su determinante influencia en el film de Jodorowsky The Sacred Mountain [La Montaña Sagrada] de 1973, que los críticos consideran su obra máxima. Por su parte, el compositor argentino Javier Giménez Noble compone en 1986 como homenaje a esta novela su Opus N.º 6: El monte análogo (serie sinfónica según René Daumal). Su trascendencia puede notarse en que apenas nueve años después de su publicación en París, se tradujo al castellano; hoy día existen casi media docena de traducciones y múltiples reediciones en español. 
René Daumal muere en París, calle Monticelli, cerca de la porte d’Orleans, el 21 de mayo, a la edad de treinta y seis años.

### Obras editadas en Ediciones Gallimard
- Le Grande Beuverie [La Gran Borrachera]. 1938; versión definitiva en 1986.
- Le Mont analogue [El Monte análogo]. 1952; versión definitiva en 1981.
- Chaque fois que l'aube paraît [Cada vez que el alba aparece], ensayos y notas. 1953.
- Poésie noire, poésie blanche [Poesía negra, poesía blanca]: poemas 1924-1944. 1954.
- Lettres à ses amis [Cartas a sus amigos]: 1916-1932. 1954.
- Bharata: L'Origine du théâtre- La Poesía et la musique en Inde [Bharata: El Origen del teatro- La Poesía y la música en India]. 1970.
- Le Contre-Ciel [El Contra-Cielo], 1936; seguido de Les dernières paroles du poète [Las últimas palabras del poeta]. 1970; versión definitiva en 1990.
- L'Évidence absurde [La Evidencia absurda], ensayos y notas I: 1926-1934. 1972.
- Les Pouvoirs de la Parole [Los poderes de la Palabra], ensayos y notas II: 1935-1943. 1972.
- Correspondance [Correspondencia] I: 1915-1928. 1992.
- Correspondance [Correspondencia], II: 1929-1932. 1993.
- Correspondance [Correspondencia] III: 1933-1944. 1996.

### Obras publicadas en otras editoriales
- Tu t'es toujours trompé [Estás siempre engañado]. Mercure de France. 1970.
- René Daumal ou le retour à soi [René Daumal o el retorno a sí], textos inéditos y estudio. edición de Jean-Michel Agasse,  L'Originel. 1981.
- La langue sanskrite [La lengua sanscrita], gramática- poesía- teatro. Ganesha. 1985.
- Mougle. Fata Morgana. 1978.
- Fragments inédits (1932-33). Première étape vers la Grande beuverie. Éditions Éoliennes. 1996.
- Chroniques cinématographiques (Aujourd'hui 1934). Au Signe de la Licorne. 2004.
- Les poètes du Grand Jeu [Los poetas del Gran Juego], presentación y selección de Zéno Bianu. NRF. 2003.

### Obras publicadas en castellano
- Los límites del lenguaje filosófico y los saberes tradicionales. Trad. y estudio preliminar Juan M. Dardón, Buenos Aires - Argentina, Revista Latinoamericana de Filosofía Vol. 49. 2023.
- La experiencia poética. Trad. y estudio preliminar Juan M. Dardón, Buenos Aires - Argentina, Revista Luthor Nro 53- Facultad de Filosofía y Letras - UBA. 2022.
- Aproximaciones al arte poética hindú. Trad. Juan M. Dardón, Buenos Aires - Argentina, Revista Artes en Filo #2 - Facultad de Filosofía y Letras - UBA. 2022.
- Obra poética completa. Trad., notas, biografía y estudio posliminar J. Dardón y A. Bollini, Córdoba - Argentina, Alción Editora. 2012.
- Clavículas de un gran juego poético, seguido de Poesía negra y poesía blanca. Trad. y prólogo A. Ferrario y J. Lebedev, Buenos Aires, Compañía General Fabril Editora. 1972.
- El Contra-Cielo. Trad. Mónica Mansour, México, Aldus. 2000.
- El monte análogo. Trad. A. Renard, Buenos Aires, Ediciones Mundonuevo. 1961.
- El monte análogo. Trad. A. Laurent, Barcelona, Ediciones Abraxas. 2001.
- El monte análogo. Trad. M. T. Gallego, Girona, Atalanta. 2006.
- El Monte análogo. Novela de aventuras alpinas no euclidianas y simbólicamente verdaderas. Trad. W. Romero, Buenos Aires, Augural. Edición independiente. 2005.
- "Carta abierta a André Bretón sobre las relaciones del Surrealismo y el Gran Juego" en La Gaceta del Fondo de Cultura Económica, N° 355. Trad. M. Mansour, México, Nueva Época. julio del 2000.
- “La desilusión”; “El gran día de los muertos”; “La revolución en verano”; “El abandono”; “Hechos memorables” en Antología de la poesía surrealista. Trad. y selección A. Pellegrini, Bs As, Compañía General Fabril Editora. 1961.
- “La piel del fantasma”; “El errabundo”, en La traducción literaria. Antología del poema traducido. Trad. de L. Z. D. Galtier, Buenos Aires, Ediciones Culturales Argentinas. 1965.
- “Libertad sin esperanza” en Revista Universitaria de Mexico, N° 44. Trad. J. Lebedev. Octubre de 2007.
- “Los surrealistas y El Gran Juego”, “Poesía negra y poesía blanca”, “Qué muestra el autor bajo una luz más secreta”, “Nerval el nictálope”, “Reverso de la cabeza”, “Sobre el «alma primitiva»”, “Pataphysica de los fantasmas”. trad. Juan Carlos Otaño, versiones digitales.
- “La ‘patafísica y la revelación de la risa”, “Patafísica de los fantasmas”, “La vida de los basilios” en Cippolini, R. (comp.), Patafísica: epítomes, recetas, instrumentos y lecciones de aparato, AAVV. Trad. M. Martínez, Buenos Aires, Caja Negra. 2009.
- La vida y la obra de René Daumal (1908-1944). Carlos Rocha, Caracas, Monte Ávila Editores Latinoamericana, octubre de 2012, 2 Vols. (850 pp.). Un trabajo muy completo. En esta publicación especial en dos volúmenes, se presenta por primera vez en lengua española una extensa panorámica de la extraordinaria obra daumaliana,  exhaustivamente traducida y analizada por Carlos Rocha, quien ha realizado un significativo trabajo pionero de larga data sobre el poeta, develando sus afinidades y claves secretas.

### Obras publicadas en gallego
- Poesía negra, poesía branca, tradución de Xoán Abeleira, revista Luzes, A Coruña, 2024.